# Stop-motion

Egy amatőr stop motion film

A stop motion kifejezés a képkockánként beállított és rögzített eljárást jelent, amelyet később mozgóképpé dolgoznak össze. A hagyományos filmfelvétellel ellentétben itt nem valós időben megrendezett sebességgel kerülnek rögzítésre az események, hanem a mozgóképet alkotó összes képkocka egy-egy külön beállítást jelent, melyet állókép, azaz fotó formában rögzítenek. Majd az így keletkező állóképeket egymás után vágva, összeillesztve jön létre a mozgókép, animáció.
A stop motion film az animációs filmek létrehozásának egyik fő módszere volt a fejlettebb számítógépes technika megjelenése előtt. Habár jelentősége a mozi iparban csökkent, de ma is kedvelt módszer amatőr (kísérletező) filmesek körében, mivel technikai igénye rendkívül minimális, illetve vannak animációs stúdiók, amelyek kifejezetten ilyen produkciók létrehozására szakosodtak (pl. Laika, Aardman Animations).

## Stop motion filmek (példák)
- TV Maci
- Karácsonyi lidércnyomás (r: Henry Selick) - 1993
- Csibefutam (r: Peter Lord és Nick Park) - 2000
- A halott menyasszony (r: Tim Burton és Mike Johnson) - 2005
- Wallace és Gromit és az elvetemült veteménylény (r: Steve Box és Nick Park) - 2005
- Coraline és a titkos ajtó (r: Henry Selick) - 2009
- Frankenweenie - Ebcsont beforr (r: Tim Burton) - 2012
- Kalózok! – A kétballábas banda (r: Peter Lord) - 2012
- ParaNorman (r: Chris Butler és Sam Fell) - 2012
- Doboztrollok (r: Graham Annable és Anthony Stacchi) - 2014
- Shaun, a bárány – A film (r: Mark Burton és Richard Starzak) - 2015
- Kubo és a varázshúrok (r: Travis Knight) - 2016
- Ősember - Kicsi az ős, de hős! (r: Nick Park) - 2018
- A hiányzó láncszem (r: Chris Butler) - 2019
- Alice (r: Jan Svankmajer) - 1988
- Zsinóron (r: Anders Rønnow Klarlund) - 2004
- Balance (r: Wolfang és Christophe Lauenstein) - 1989
- Madame Tutli-Putli (r: Chris Lavis és Maciek Szczerbowski) - 2007
- Junk Head 1 (r: Takahide Hori) - 2013